# Municipio de Pihuamo
El municipio de Pihuamo es uno de los ciento veinticinco municipios que conforman el estado mexicano de Jalisco, se ubica en la región Sur del estado. Su cabecera y mayor localidad es Pihuamo. El municipio cuenta con 11,386 habitantes, de acuerdo al censo del 2020.

## Toponimia
Pihuamo proviene de la voz tarasca "Peguamo" o "Pilhua"; y significa: "lugar de grandes señores" o "lugar de trueque".

## Historia
Esta región perteneció al señorío de Tzapotlán, sus pobladores fueron de diverso origen: toltecas, zapotecas y purépechas, etnia que llegó a la región en 1480; estuvieron dominando algunos años, pero antes de la conquista fueron derrotados en la llamada Guerra del Salitre.
Este territorio fue descubierto y conquistado por el capitán Cristóbal de Olid en unión de Juan Rodríguez de Villafuerte a principios de 1522 al ser enviados por Hernán Cortés a explorar la región de occidente. En 1598 el pueblo de Santiago de Pivámoc estaba en la ribera de un río, en un valle entre cerros altos. Lo habitaban siete aborígenes casados. Hablaban la lengua mexicana y la popoloca y estaban sujetos a Tuxpan. Xilollancini era un pueblito que estaba en un valle muy hondo. Mala suerte corrió al poblado, pues lo destruyó una tromba que duró varias horas y dividió a su vez el cerro de la Cajita. El lugar se llama hoy Pueblo Viejo. Esto motivó el cambio del pueblo a su actual sitio; dicho lugar, llamado Las Lomas, era propiedad de un tal Pío a quien sus trabajadores le llamaban amo, palabras que al devenir del tiempo degeneraron en el nombre actual de Pihuamo.
Durante la Independencia, en 1821, se quemó el archivo parroquial. El párroco Antonio Cañas se vio precisado a huir ya que frecuentemente desde el púlpito, condenaba el movimiento insurgente. El Dr. Atl proyectó en Pihuamo la quimérica ciudad de la Cultura Universal con el nombre de "Olinka", palabra náhuatl que significa: "lugar donde se genera el movimiento". En ella pretendía que radicaran los sabios y artistas de todo el mundo.
En 1825 poseía ayuntamiento; desde esta fecha perteneció al 4° cantón de Sayula hasta 1890 en que pasó a depender del 9° de Ciudad Guzmán. El 7 de abril de 1891 por decreto número 172 se erige en municipio y se fijan sus límites respectivos.

## Geografía

### Ubicación
El municipio se localiza al sur del estado de Jalisco, entre las coordenadas 18° 57' 30" a 19º 23' 30" de latitud norte y 103° 10' 00" a 103º 32' 05" de longitud oeste; a una altitud de 773 metros sobre el nivel del mar.
El municipio colinda al norte con los municipios de Tuxpan y Tecalitlán; al este con el municipio de Tecalitlán y el estado de Michoacán; al sur con los estados de Michoacán y Colima; al oeste con el estado de Colima y el municipio de Tuxpan.

### Topografía
La mayor parte de su municipio está conformada por zonas accidentadas (62%), el suelo es bastante quebrado, tomando como base la cabecera municipal, sobresalen las formaciones montañosas de Los Huizaches, los cerros: La Mina de la Plomosa, de La Higuera y Montelongo; barranca del Calabozo, Sierra del Limón: cerros de la Relumbrosa y Belén al norte; al sur, los cerros de La Cofradía y El Encino, Filo de la Piedra, Imán y del Cacao; al este, La Nogalera, El Rincón Verde, La Cajita, del Raguño de las Piedras, del Pochote, Ferrería y Acaladero, y al oeste, Santa Cruz, EL Picacho de Talayote, de las Palmas, EL Saucito, Las Lomas de la Oera y de la Cruz. También hay zonas planas (20%) y semiplanas (18%).
Suelos. El municipio está conformado por terrenos que pertenecen al periodo cuaternario. La composición de los suelos es de tipos predominantes Regosol Etrico, Feozem con Lubisol Crómico y además Cambisol Eutrico y Crómico. El municipio tiene una superficie territorial de 100,785 hectáreas, de las cuales 24,097 son utilizadas con fines agrícolas, 31,865 en la actividad pecuaria, 2,918 son de uso forestal, 165 son suelo urbano y 41,740 hectáreas tienen otro uso. En lo que a la propiedad se refiere, una extensión de 56,008 hectáreas es privada y otra de 44,777 es ejidal; no existiendo propiedad comunal.

### Hidrografía
Sus recursos hidrológicos son proporcionados por los ríos: Tuxpan, El Naranjo, Tula, Pihuamo, Jilotlancillo, Barreras, El Cañón y Ahuijullo; por los arroyos: La Tapachera, Colomos, El Frayle, Guadalupe y Encantado, además de otros de menor importancia; por la presa de La Estancia y Los Bordos, así como La Estrella y La Suiza.

### Clima
El clima es semiseco, con otoño y primavera secos, y semicálido, sin cambio térmico invernal bien definido. La temperatura media anual es de 22°C, con máxima de 30.2 °C y mínima de 13.5 °C. Cuenta con una precipitación media de 695.9 milímetros.

### Flora y fauna
Su vegetación se compone básicamente de especies maderables como: pino, encino, roble, sangualela, pozo de fierro, garrapato, culebro, nogal, coral, granadillo, alejo, fresno, tepehuaje, parotilla, campisirian, guayabillo, caoba, parota, papelillo, palo blanco, cedro rojo, rosa morada y primavera. También hay árboles como mamey, mango, guayabo, arrayán o guayabillo, lima, limón, ciruelo y nances, entre otros.
La fauna es muy numerosa: coyote, zorra, tejón, tlacuache, mapache, liebre, conejo, venado, zorrillo, jabalí, tigrillo, mococuan, candingo, loro, cotorro, guacamaya, canario, cenzontle, chachalaca, codorniz, lechuza, tecolote, garza blanca, pato, paloma, iguana, escorpión, tortuga de río, gran variedad de ofidios y arácnidos, peces como: carpa, trucha, lobina, tilapia, chiquilín y abundan los chacales.

## Demografía

### Localidades
En el censo de 2020 el municipio de Pihuamo contaba con 104 localidades.
| Código INEGI      | Localidad         | Población (2020) |
| ----------------- | ----------------- | ---------------- |
| 140650001         | Pihuamo           | 6 668            |
| Otras localidades | Otras localidades | 4 718            |
| Total municipal   | Total municipal   | 11 386           |

## Economía
Ganadería: Se cría ganado bovino, ovino, caprino y porcino. Además de aves y colmenas.
Agricultura: Destacan el maíz, sorgo, caña de azúcar.
Comercio: Predominan los establecimientos dedicados a la venta de productos de primera necesidad y los comercios mixtos que venden artículos diversos.
Servicios: Se ofrecen servicios financieros, profesionales, técnicos, comunales, sociales, personales, turísticos y de mantenimiento.
Industria: Las principales ramas industriales son:  fabricación de muebles, curtiduría y herrería.
Minería: Cuenta con yacimientos de oro, plata, plomo, cobre, zinc, mercurio, níquel y manganeso; y de los minerales no metálicos yacimientos de barita, asbesto, talco, calcita, yeso y cal.
Explotación forestal: Se explota el pino, encino, roble, nogal, fresno, tepehuaje, caoba, parota, palo blanco, cedro rojo, rosa morada y primavera.
Pesca: Se captura carpa, trucha, lobina, tilapia y chacal.

## Turismo
Artesanías
- Elaboración de: chinas (hechas de palma) para proteger de la lluvia.
- Sillas de montar a caballo.
- Huaraches de correa de cuero.

Parques y reservas
- Las Moras.
- Ferrerías.
- Cerro Naranjo.
- Cerro Belén.
- Polideportivo "El Naranjito"
- Nova(Ternium)

Ríos y presas
- Presa La Estancia.
- Río el Trampolín.
- El malecón de la laguna de La Estrella.
- Río los escritorios.
- Río el Tepamiche
- Presa Trojes

Fiestas civiles
- Fiestas Patrias. En septiembre.

Fiestas religiosas
- Guadalupana. 12 de diciembre.
- La asunción de la Virgen María (VIRGEN DE AGOSTO). 15 de agosto.
- Santo Santiago Apóstol (patrono del pueblo). 25 de julio.

## El Guayabo
El Guayabo es una comunidad ubicada en el sur del municipio. Cuenta con aproximadamente 100 casas y una población de 200 personas. Su importancia en el municipio se debe a su alto valor histórico y a la presa Trojes, presa de gran importancia económica para la comunidad y los municipios ubicados al sur de esta, como: Tecomán, Colima; o Aquila, Michoacán; entre otros.
Fiestas
Las fiestas patronales de la comunidad se llevan a cabo en marzo, respetando el día principal  el 19 del mismo mes, donde la comunidad le rinde homenaje a San José.
Fuente de empleo
La primera fuente de empleo de la comunidad es la ganadería, posteriormente la agricultura y la pesca, siendo estas tres las más importantes. 
Salud
Cuenta con centro de salud, el cual cuenta con una enfermera de base y un pasante. Este es supervisado desde Tamazula y está afiliado al Seguro Popular. 
Educación
El Guayabo cuenta con Preescolar, Primaria y Secundaria. Siendo así de las pocas comunidades del municipio que cuentan con estos servicios estudiantiles. 
Servicios
Tiene acceso a drenaje y luz eléctrica, además de agua potable. También cuenta con internet público proporcionado por el gobierno federal a través de México Conectado. 
Historia
La historia de la fundación de la comunidad se remonta hasta el siglo XVIII, donde en ese entonces pertenecía al municipio de Coalcomán De Vázquez, Michoacán. Posteriormente se anexo al estado de Jalisco tomando en cuenta como límite fronterizo el río El Cajón.
La comunidad tiene un alto contenido histórico, en ella se vivió una de las batallas más representativas del sureste mexicano durante la segunda intervención francesa en México. A cargo del batallón mexicano se encontraba a la cabeza Julio García y del lado francés Alfredo Berthelin, saliendo victorioso el primero.

## Gobierno

### Presidentes municipales
| Presidente municipal           | Período               | Partido político              | Notas |
| Ignacio Castellanos            | 1908–1910             |                               | |
| Manuel Mora Urzúa              | 1910                  |                               | |
| Gabriel de la Mora             | 1910                  |                               | |
| Anastacio Carrillo Orozco      | 1911                  |                               | |
| J. Trinidad L. Fernández       | 1911                  |                               | |
| Catarino Ceballos              | 1912                  |                               | |
| Leopoldo Magaña                | 1912                  |                               | |
| Florencio Amezcua              | 1912                  |                               | |
| Longinos Nuño                  | 1913                  |                               | |
| J. Luz E. Ceballos             | 1913                  |                               | |
| Sóstenes Carrillo              | 1913                  |                               | |
| Gabriel de la Mora             | 1913                  |                               | |
| Leopoldo Magaña                | 1914–1917             |                               | |
| Juan Ceballos                  | 1918                  |                               | |
| Francisco Chávez               | 1918                  |                               | |
| Manuel Oliveros                | 1918                  |                               | |
| José Ochoa Amezcua             | 1919                  |                               | |
| Margarito O. Casillas          | 1919                  |                               | |
| José Encarnación Ochoa         | 1919                  |                               | |
| Teodoro Gutiérrez              | 1919                  |                               | |
| Telésforo Reyes                | 1919                  |                               | |
| José Ochoa Amezcua             | 1919                  |                               | |
| Gabriel de la Mora             | 1919                  |                               | |
| Teodoro Gutiérrez              | 1920                  |                               | |
| José de Jesús Ceballos         | 1920                  |                               | |
| Leopoldo Magaña                | 1921                  |                               | |
| Juan Ceballos                  | 1921                  |                               | |
| J. Luis Gutiérrez              | 1921                  |                               | |
| Leopoldo Magaña                | 1921–1922             |                               | |
| Teodoro Gutiérrez              | 1922                  |                               | |
| Anastacio Carrillo Orozco      | 1923                  |                               | |
| Pedro de la Mora               | 1924                  |                               | |
| J. Jesús Gutiérrez             | 1924                  |                               | |
| José Ma. Ceballos              | 1924                  |                               | |
| Leopoldo M. Álvarez            | 1924                  |                               | |
| Nemesio Valencia               | 1924–1925             |                               | |
| José Ma. Ceballos              | 1925                  |                               | |
| José de Jesús Gutiérrez        | 1925                  |                               | |
| N/D                            | 1926                  |                               | |
| Heliodoro Ruvalcaba            | 1927                  |                               | |
| J. Encarnación Arellano        | 1927                  |                               | |
| Ramón Vergara                  | 1928                  |                               | |
| Fidencio Vergara               | 1928                  |                               | |
| Ramón Vergara                  | 1929                  |                               | |
| Donaciano Cárdenas             | 1929                  | PNR                           | |
| Juan G. Rodríguez              | 1930                  | PNR                           | |
| Luciano Ceballos               | 1931                  | PNR                           | |
| Ramón Vergara                  | 1932                  | PNR                           | |
| Nemesio Valencia               | 1933                  | PNR                           | |
| Fidencio Vergara               | 1933                  | PNR                           | |
| J. Encarnación Ochoa Arellano  | 1933                  | PNR                           | |
| J. Miguel Quintero             | 1933                  | PNR                           | |
| Jacobo Godínez                 | 1934                  | PNR                           | |
| Emiliano Ochoa                 | 1935–1936             | PNR                           | |
| Heliodoro Ceballos Pérez       | 1937                  | PNR                           | |
| Luciano Ceballos Luna          | 1938                  | PNR                           | |
| Antonio Ramos Ramírez          | 1938                  | PRM                           | |
| José Ma. Ceballos              | 1939                  | PRM                           | |
| Macario Mora Barajas           | 1940                  | PRM                           | |
| Daniel Estrada                 | 1941                  | PRM                           | |
| Eusebio Llamas                 | 1942                  | PRM                           | |
| Ángel Ramírez Barón            | 1943                  | PRM                           | |
| Salvador Suárez Arellano       | 1944                  | PRM                           | |
| Luis Amezcua Zárate            | 1945–1946             | PRM                           | |
| Severiano Casillas Ochoa       | 1947                  | PRI                           | |
| Ramón Vergara Anguiano         | 1948                  | PRI                           | |
| Cristóbal Lepe S.              | 1949                  | PRI                           | |
| Manuel Sánchez Araujo          | 1950–1952             | PRI                           | |
| Severiano Casillas Ochoa       | 1953–1955             | PRI                           | |
| Simón Gálvez Larios            | 1956–1958             | PRI                           | |
| Luis Amezcua Zárate            | 1959–1961             | PRI                           | |
| Florencio Amezcua Martínez     | 1961                  | PRI                           | Interino |
| Luis Amezcua Zárate            | 1961                  | PRI                           | Interino |
| Abel Bautista Peña             | 01-01-1962–31-12-1964 | PRI                           | |
| Ismael Ortiz Ochoa             | 01-01-1965–31-12-1967 | PRI                           | |
| Raúl Mejía Valencia            | 01-01-1968–31-12-1970 | PRI                           | |
| Abel Bautista Peña             | 01-01-1971–31-12-1973 | PRI                           | |
| Humberto Amezcua Bautista      | 01-01-1974–31-12-1976 | PRI                           | |
| Pedro Flores Verduzco          | 01-01-1977–31-12-1979 | PRI                           | |
| Mercedes Chavira L.            | 01-01-1980–31-12-1982 | PRI                           | |
| Raúl Mejía Valencia            | 01-01-1983–31-12-1985 | PDM                           | |
| Gonzalo Rodríguez Hinojosa     | 01-01-1986–31-12-1988 | PRI                           | |
| Eduardo Ramírez Jiménez        | 01-01-1989–1992       | PRI                           | |
| Alfredo Casillas Mendoza       | 1992–1995             | PRI                           | |
| Jesús Cuevas Morfín            | 1995–1997             | PRI                           | |
| Mario Héctor González Flores   | 01-01-1998–31-12-2000 | PRI                           | |
| Jesús Solórzano Castellanos    | 01-01-2001–31-12-2003 | Convergencia Democrática (CD) | |
| Felipe de Jesús Mayoral Landín | 01-01-2004–31-12-2006 | PRI                           | |
| Mario Héctor González Flores   | 01-01-2007–31-12-2009 | PRI                           | |
| Felipe de Jesús Mayoral Landín | 01-01-2010–30-09-2012 | PRI Panal                     | Coalición "Alianza por Jalisco" |
| Everardo Contreras López       | 01-10-2012–30-09-2015 | PT MC                         | Coalición "Alianza Progresista por Jalisco" |
| María Elizabeth Alcaraz Virgen | 01-10-2015–31-03-2018 | MC                            | Solicitó licencia al cargo, para contender por el "Frente por México" (PAN-PRD-MC) hacia la diputación del distrito electoral local 19 de Jalisco, que obtuvo |
| Abel Larios Jiménez            | 01-04-2018–2018       | MC                            | Interino |
| Juan Alcaraz Virgen            | 01-10-2018–05-03-2021 | PT Morena PES                 | Coalición "Juntos Haremos Historia" |
| Humberto Amezcua Bautista      | 01-10-2021–28-02-2024 | PRI                           | Solicitó licencia para buscar la reelección. Fue asesinado la noche del 15 de marzo de 2024 en el Centro del pueblo                                           |
| Mario Ceballos Córdova         | 01-03-2024–           | PRI                           | Interino |